# Chontla
Chontla är en kommun i Mexiko.   Den ligger i delstaten Veracruz, i den sydöstra delen av landet, 250 km nordost om huvudstaden Mexico City. Antalet invånare är 14 549. Arean är 361 kvadratkilometer.
Terrängen i Chontla är varierad.
Följande samhällen finns i Chontla:
- Las Cruces
- Magozal
- Cruz Manantial
- La Garita
- Rancho Quemado
- Los Callejones
- Arranca Estacas
- Palo de Rosas
- Tancolol
- El Maguey
- La Florida
- Santa Valeria
- Mala Gana
- Doña Ana
- Tlatemalco
- La Reforma